# Castello (San Marino)
El castello («castillo»), equivalente a municipio, es la entidad administrativa en la que se subdivide la República de San Marino. San Marino cuenta con nueve castelli: Ciudad de San Marino, Acquaviva, Borgo Maggiore, Chiesanuova, Domagnano, Faetano, Fiorentino, Montegiardino y Serravalle. Cada castello está regido de manera oficial por un «Consejo de Castello» (Giunta di Castello) presidido por el alcalde, denominado Capitano di Castello, que es elegido junto con el resto de consejeros mediante sufragio directo por los ciudadanos de San Marino. La sede del ayuntamiento se conoce con el nombre de Casa del Castello.
| Castello             | Superficie (km²) | Población (hab) | Fecha de anexión a San Marino |
| -------------------- | ---------------- | --------------- | ----------------------------- |
| Ciudad de San Marino | 7,09             | 4211            |                               |
| Acquaviva            | 4,86             | 2104            | 1243                          |
| Borgo Maggiore       | 9,01             | 6640            | siglo XIII                    |
| Chiesanuova          | 5,46             | 1090            | 1320                          |
| Domagnano            | 6,62             | 3265            | 1463                          |
| Faetano              | 7,75             | 1179            | 1463                          |
| Fiorentino           | 6,57             | 2537            | 1463                          |
| Montegiardino        | 3,31             | 911             | 1463                          |
| Serravalle           | 10,53            | 10601           | 1463                          |